# Mittlere Frist
Die mittlere Frist (auch: mittelfristig) ist in der Makroökonomie und Wirtschaft ein zeitliche Perspektive, welche das ökonomische Verhalten innerhalb einer Volkswirtschaft beschreibt, die weder als kurzfristig noch als langfristig gilt. Neben der kurzen und langen Frist ist die mittlere Frist ein Konzept der Fristigkeit, wie sie vor allem im Finanzwesen (Bilanzierung) von Bedeutung ist.

## Zeithorizonte
Die Makroökonomie unterscheidet drei verschiedene Zeithorizonte, um die Wirtschaft zu erläutern. In diesem Zusammenhang unterscheidet man die kurze, mittlere und lange Frist. Jedoch sind die unterschiedlichen Fristen meist schwer in Zeitintervalle einzugliedern.

### Kurze Frist
- Die kurze Frist erklärt die Veränderungen einer Volkswirtschaft von Tag bis zu 12 Monaten.[1]
- Die Prämisse dieses Konzeptes ist, dass das Preisniveau konstant ist. Die Produktion weicht meist von ihrem natürlichen Produktionspotenzial ab, da keine Anpassungen über die Preise erfolgen.
- Bei Nachfrageschwankungen erfolgt die Anpassung auf dem Gütermarkt ausschließlich über Mengen, und Veränderungen der Produktion ziehen keinerlei Preiseffekte mit sich.

### Mittlere Frist
- Die mittlere Frist kennzeichnet sich dadurch, dass das Preisniveau flexibel ist.
- Preise und Löhne passen sich nach einem gewissen Zeitraum an, und die Volkswirtschaft kehrt auf Grund dessen mittelfristig zu einem Gleichgewicht zurück, bei dem die Produktion sowie die Arbeitslosenquote nur noch von strukturellen Faktoren, wie zum Beispiel der Flexibilität des Arbeitsmarktes, abhängen.
- Die Produktion kehrt immer zum natürlichen Produktionspotenzial zurück. Dieser Anpassungsprozess erfolgt mittels der Angleichung des tatsächlichen Preisniveaus mit den Preiserwartungen.
- Nach Olivier Blanchard beträgt der Zeitrahmen der mittleren Frist 10 Jahre.

### Lange Frist
- Das Modell der langen Frist ist Gegenstand der Wachstumstheorie und erklärt einen Zeitraum von ungefähr 50 Jahren.[2]
- Bei der langen Frist wird die Annahme getroffen, dass die Produktionskapazität gegeben ist. Das Niveau der Produktionskapazität bestimmt den Output und die Nachfrage.[3]

## Anwendungsbeispiel: Das mittelfristige Gleichgewicht im AS-AD-Modell
Das AS-AD-Modell stellt das Gleichgewicht in der geschlossenen Volkswirtschaft dar.
Das gesamtwirtschaftliche Gleichgewicht wird durch die Beziehung von aggregierter Angebotsfunktion (AS), die die Gleichgewichtsbedingung auf dem Arbeitsmarkt abbildet und der aggregierten Nachfragefunktion (AD), welche die Gleichgewichtsbedingung im Güter- und Geldmarkt darstellt, erreicht.
AS-Funktion:
{\displaystyle P=P^{e}(1+\mu )F\left(1-{\frac {Y}{L}},z\right)},
AD-Funktion:
{\displaystyle Y=\left({\frac {M}{P}},G,T\right)}.
Das gesamtwirtschaftliche Gleichgewicht, welches diese beiden Funktionen bestimmen, kann auf kurze oder mittlere Frist betrachtet werden.

### Anpassungsprozess im mittleren Gleichgewicht
Das kurzfristige Gleichgewicht {\displaystyle A_{0}} bildet den Ausgangspunkt. Ist die Produktion {\displaystyle Y_{0}} in diesem Punkt ungleich ihrem natürlichen Niveau {\displaystyle Yn}, beginnt der Anpassungsprozess in der mittleren Frist.
In der Abbildung 1 ist im Punkt A0 die Produktion über ihrem Potenzial (Y0 > Yn). In diesem Fall ist das tatsächliche Preisniveau über den erwarteten Preisen (Po > Pe).
Zum Zeitpunkt der Tariffestsetzungen erwarteten die Verhandlungspartner ein niedrigeres Preisniveau. Auf Grund des nun höheren tatsächlichen Preisniveaus werden die Tarifpartner höhere Löhne ({\displaystyle w}) festlegen. Da die Löhne verzögert reagieren, verschiebt sich die AS-Kurve erst nach einer gewissen Zeit entlang der AD-Funktion nach oben zum Gleichgewicht A1.
Die höheren Löhne geben die Unternehmen durch höhere Preise an ihre Kunden weiter. Aus diesem Grund steigt das gesamte Preisniveau an. Das höhere Preisniveau verursacht eine Senkung der Produktion und reduziert die reale Geldmenge ({\displaystyle M}), welche wiederum eine Steigung des Zinssatzes ({\displaystyle R}) hervorruft. Ist der Punkt A1 erreicht, wiederholt sich der Anpassungsprozess, bis das Gleichgewicht A2 erreicht ist und die Produktion ihrem natürlichen Niveau entspricht (Y = Yn).
Im umgekehrten Fall, wenn die Produktion kleiner als ihr natürliches Niveau ist, sinkt das Preisniveau. Die Nachfrage sowie die Produktion steigen an.

### Zusammenfassung
Beim kurzfristigen Gleichgewicht kann die Produktion vom natürlichen Produktionspotenzial abweichen. Die Produktion hängt vom erwarteten Preisniveau und von den Bestimmungsfaktoren, welche die Lage der AD-Kurve verändern, ab.
Die Produktion entspricht immer ihrem natürlichen Potenzial im mittelfristigen Gleichgewicht. Der Anpassungsmechanismus, bis das natürliche Preisniveau erreicht ist, erfolgt aufgrund des flexiblen Preisniveaus.

## Finanzwesen
Mit den Begriffen, die auch als kurzfristig (englisch short term), mittelfristig (englisch medium term) oder langfristig (englisch long term) verkürzt werden, beschreiben Finanzwesen, Betriebswirtschaftslehre und Rechnungswesen auch die Laufzeit, Kündigungsfrist oder Fälligkeit von Finanzinstrumenten oder Finanzierungsinstrumenten, insbesondere bei der Fremdfinanzierung. Dabei bestehen auch hier einige Abgrenzungsschwierigkeiten.
Bilanzierung
Bei der Bilanzierung durch Nichtbanken spielen im Bilanzrecht die Fristigkeiten eine eher untergeordnete Rolle. Gemäß § 268 Abs. 4 HGB sind Forderungen mit einer Restlaufzeit von mehr als einem Jahr gesondert zu vermerken, das gilt auch für Verbindlichkeiten (§ 268 Abs. 5 HGB). Die Restlaufzeiten von mehr als 5 Jahren sind bei Verbindlichkeiten lediglich im Anhang auszuweisen (§ 285 Nr. 1a HGB). Es bleibt folglich dem Finanzanalysten überlassen, die Differenz zwischen beiden als mittelfristig herauszufiltern.
Nach den Vorschriften für die Bankbilanzierung aus § 9 Abs. 2 RechKredV sind kurzfristig alle Restlaufzeiten bis ein Jahr, mittelfristig mehr als ein Jahr bis fünf Jahre und langfristig Restlaufzeiten von mehr als fünf Jahren. Das makroökonomische Aggregat der Geldmenge {\displaystyle M3} erfasst als mittelfristig Laufzeiten bis zu zwei Jahren, was dieser bilanzrechtlichen Vorschrift für Kreditinstitute widerspricht. Deshalb müssen beispielsweise Geldmarktpapiere – die zur Geldmenge {\displaystyle M3} gehören – mit einer Laufzeit von einem Jahr als kurzfristig bilanziert werden.
Rechnungslegungsstandards
Sowohl die IFRS als auch die US-GAAP sehen keinen getrennten Ausweis nach kurz- und langfristig zwingend vor, sondern sprechen Empfehlungen aus (IAS 1.53). Beide sehen keinen dezidierten Ausweis vor. Langfristig (englisch non-current assets, non-current liabilities) wird in IFRS nicht explizit, sondern lediglich in negativer Abgrenzung von den kurzfristigen Vermögenswerten oder Schulden (englisch current assets, current liabilities) definiert. Ein kurzfristiger Vermögenswert ist dabei nach IFRS 5 jeder, dessen Realisierung innerhalb von zwölf Monaten nach dem Abschlussstichtag erwartet wird.
Damit verfügt keiner der Rechnungslegungsstandards über normierte oder allgemein anerkannte, präzise Aufbereitungsregeln, so dass die Aufstellung von Strukturbilanzen eine betriebswirtschaftliche Aufgabe bleibt.
Abgrenzungsschwierigkeiten
Auch in der Fachliteratur besteht keine Einigkeit. Entweder wird die mittlere Fristigkeit (2–4 Jahre) dem Geldmarkt zugeordnet oder dem Kapitalmarkt. Inzwischen geht die Fachliteratur dazu über, sich an den Statistiken der Bundesbank zu orientieren. Diese sehen als kurzfristig Laufzeiten oder Kündigungsfristen von bis zu einem Jahr, über einem bis zu fünf Jahren als mittelfristig und über fünf Jahren als langfristig an. International haben sich inzwischen ebenfalls die Laufzeiteinteilungen ≤1 Jahr (für kurzfristig), 1 Jahr ≤ 5 Jahre (mittelfristig) und >5 Jahre (langfristig) durchgesetzt.